# تصلب الشرينات
تصلب الشرينات أو التصلب الشريني، هو مرض قلبي وعائي تتصلب فيه الشرينات –أو الشرايين الصغيرة– وتفقد مرونتها، ويرتبط في معظم الحالات بارتفاع ضغط الدم والداء السكري. ينقسم تصلب الشرينات إلى نوعين هما: التصلب الشريني الهياليني والتصلب الشريني مفرط التنسج. تزيد سماكة جدار الوعاء الدموي وضيق لمعته في النوعين، وهذا قد يسبب إصابة إقفارية في المناطق التي تغذيها الأوعية المصابة. قد يتشابه المصطلحان التاليان في التهجئة والمعنى وقد يخلط المرء بسهولة بينهما وبين التصلب الشريني.
- التصلب الشرياني: هو تصلب (وفقدان المرونة) يصيب الشرايين المتوسطة أو الكبيرة (يشتق المصطلح الإنجليزي Arteriosclerosis من الكلمات اليونانية arteria بمعنى الشريان وsclerosis بمعنى التصلب).
- التصلب العصيدي: هو تصلب الشرايين الناجم عن ترسب اللويحات العصيدية. يستخدم مصطلح المعصد للإشارة إلى المواد أو العمليات المسببة للتصلب العصيدي.

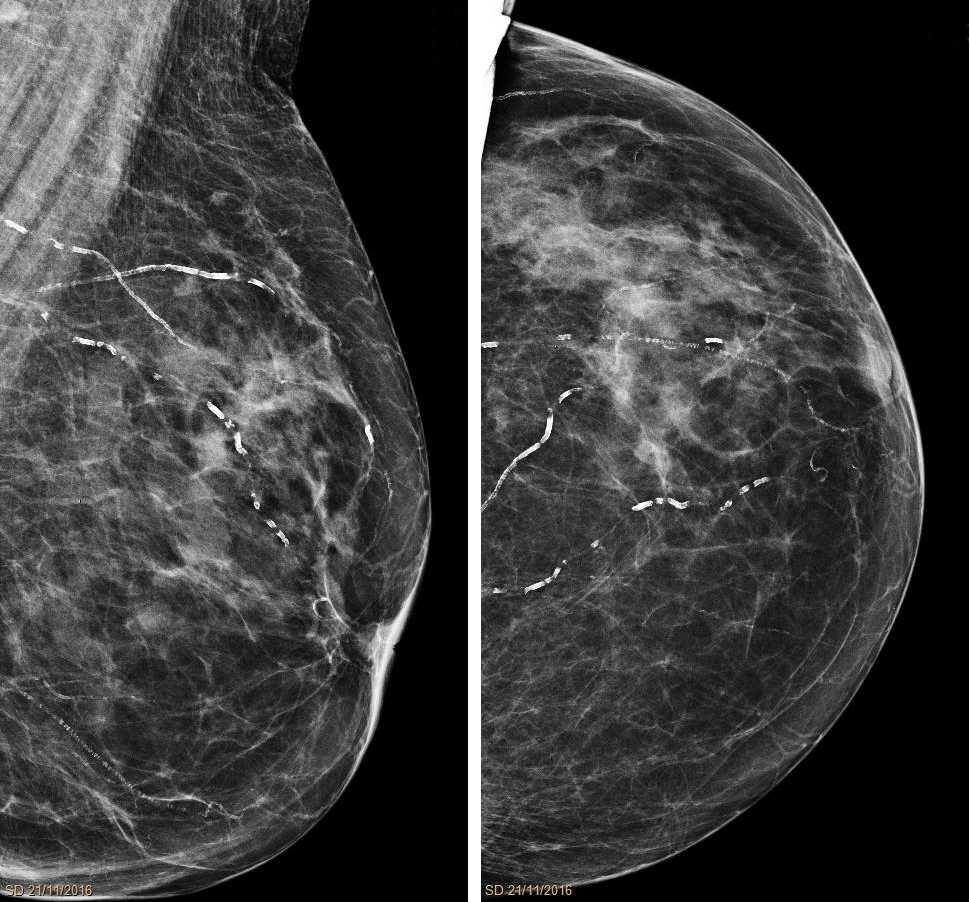
يظهر تصوير الثدي الأيمن بالأشعة السينية عدة شرايين متكلسة لدى مريضة عمرها 94 سنة

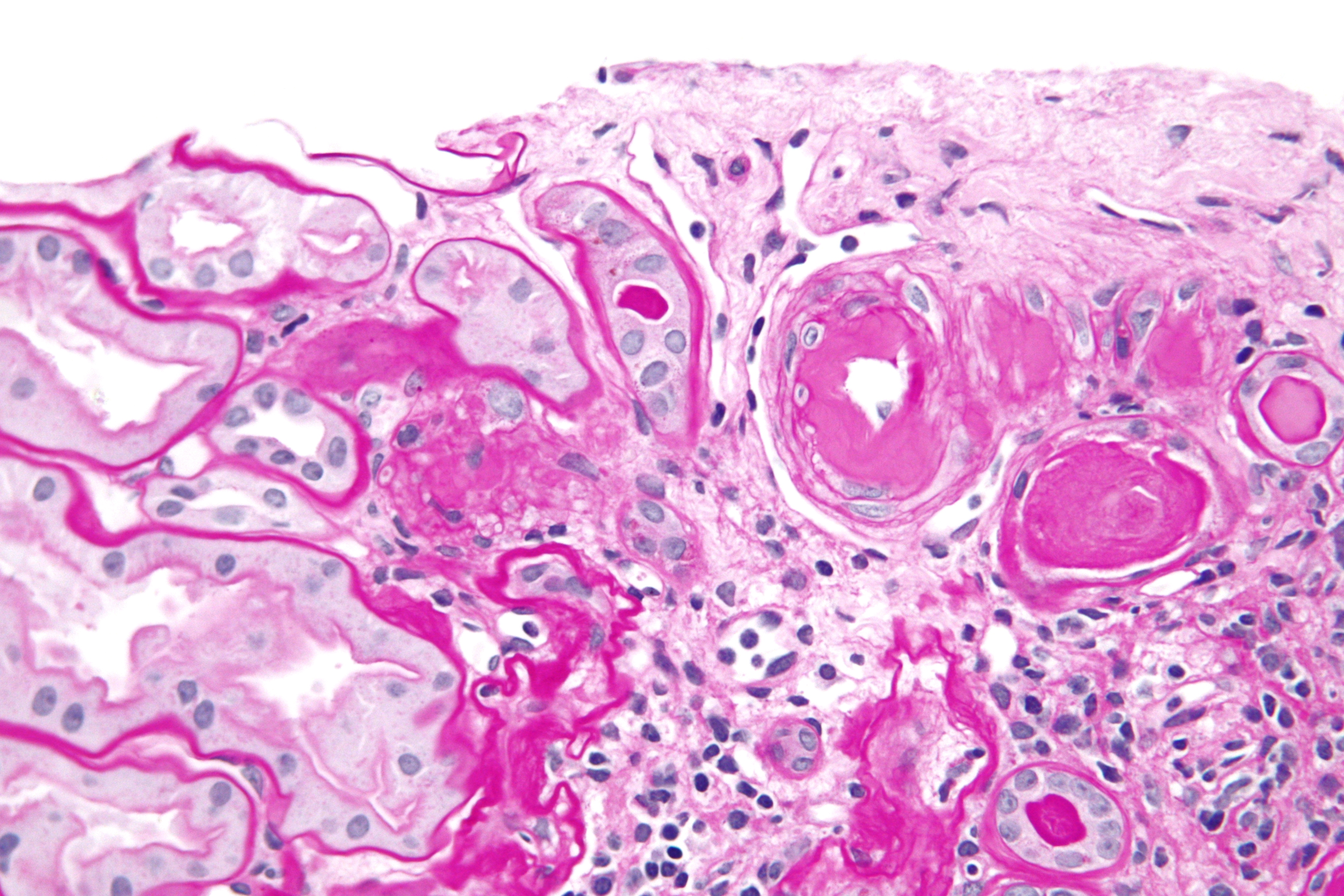
صورة مجهرية تظهر تصلب شريني هياليني في الكلية ملونة بصبغة حمض شيف الدوري.

## التصلب الشريني الهياليني
يسمى أيضًا بتنكس الشرايين الهياليني أو تنكس الشرينات الهياليني. تزداد في هذا الشكل سماكة جدران الشرايين بسبب تراكم رواسب هيالينية وردية متجانسة في التلوين الروتيني. يصنف المرض كأحد أنواع التصلب الشريني، ويشير إلى تسمك جدران الشرينات في سياق التقدم بالسن.

### العوامل المرتبطة به
يرتبط التصلب الشريني الهياليني بالشيخوخة وارتفاع ضغط الدم وداء السكري، وقد يحدث نتيجة تناول بعض الأدوية (كمثبطات الكالسينيورين مثلًا). يشاهد هذا النوع عادةً في سياق أمراض الكلى. يتأثر في ارتفاع ضغط الدم الشرين الكلوي الوارد فقط، بينما تتأثر الشرينات الواردة والصادرة في داء السكري.

### السبب
تنجم الآفات عن تسرب مكونات البلازما عبر البطانة الوعائية وإفراط الخلايا العضلية الملساء في إنتاج مكونات اللحمة خارج الخلوية. يحدث ما سبق عادةً كنتيجة ثانوية لارتفاع ضغط الدم. يعتبر التصلب الشريني الهياليني من الخصائص المورفولوجية الرئيسية لتصلب الكلية الحميد؛ إذ يؤدي تضيق الشرينات إلى انخفاض معمم في التروية الكلوية وفقدان الوحدات الأنبوبية الكلوية (الكليونات). يؤدي تضيق اللمعة إلى انخفاض تدفق الدم للكلية وبالتالي انخفاض معدل الترشيح الكبيبي؛ وهذا بدوره سيزيد إفراز الرينين ويرفع الضغط ليدخل المريض بحلقة مفرغة من ارتفاع الضغط وتصلب الشرينات وانخفاض وظائف الكلية.

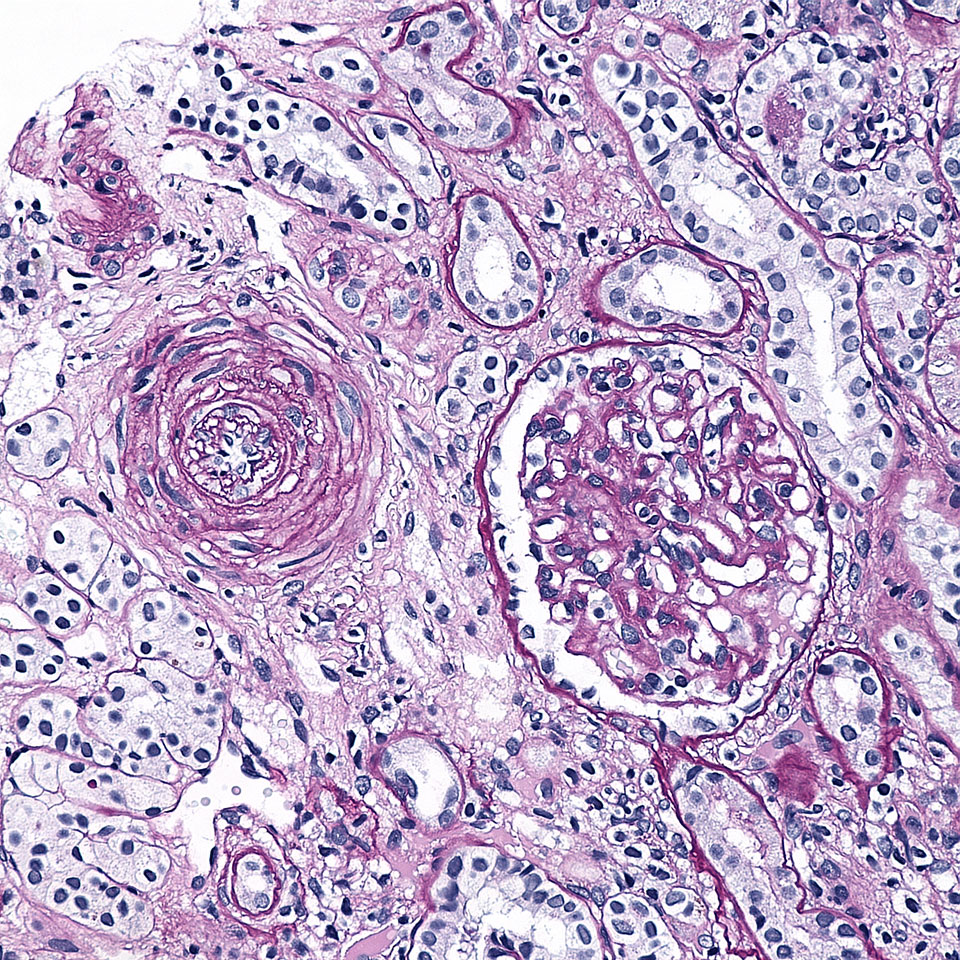
مظهر قشر البصل الذي تبديه الشرينات الكلوية تحت المجهر.

## التصلب الشريني مفرط التنسج
تكون اللمعة في هذا النوع ضيقة، وقد يستخدم مصطلح قشر البصل أحيانًا لوصف الوعاء الدموي الذي يظهر على شكل عدة طبقات من الخلايا العضلية الملساء السميكة متحدة المركز مع غشاء قاعدي سميك ومضاعف. تترافق هذه التغييرات بنخر ليفي في الطبقة الباطنة والوسطى في حالة فرط ضغط الدم الخبيث. تحدث هذه التغيرات في الكلى بشكل رئيسي، وقد تؤدي إلى الإقفار والفشل الكلوي الحاد.

### السبب
قد يكون فرط ضغط الدم الخبيث السبب المحدث لهذا الشكل.